# Mostowskoj
Mostowskoj (ros. Мостовской) – osiedle typu miejskiego w Rosji, w Kraju Krasnodarskim, na lewym brzegu rzeki Łaby. Około 25,5 tys. mieszkańców. Znajduje się niedaleko miasta Łabinsk.